# Poysdorf
Poysdorf est une commune autrichienne du district de Mistelbach en Basse-Autriche.

## Géographie
Le sol convient à la culture de la vigne : Kleinhadersdorf, Hernnbaumgarten  sont des crus réputés.

## Histoire
Le château de Walterskirchen, un édifice baroque édifié en 1683 sur les ruines d'une bâtisse plus ancienne, se trouve sur le territoire de la commune.